# Quận Washington, Wisconsin
Quận Washington là một quận thuộc tiểu bang Wisconsin, Hoa Kỳ.
Quận này được đặt tên theo. Theo điều tra dân số của Cục điều tra dân số Hoa Kỳ năm 2000, quận có dân số 117.493 người. Quận lỵ đóng ở West Bend6.

## Địa lý
Theo Cục điều tra dân số Hoa Kỳ, quận có diện tích 1129 km2, trong đó có 13 km2 là diện tích mặt nước.

### Các xa lộ chính
- U.S. Highway 41
- U.S. Highway 45
- Highway 28 (Wisconsin)
- Highway 33 (Wisconsin)
- Highway 60 (Wisconsin)
- Highway 83 (Wisconsin)

| - Highway 164 (Wisconsin) - Highway 167 (Wisconsin) - Highway 175 (Wisconsin) - Highway 145 (Wisconsin) - Highway 144 (Wisconsin) |

### Quận giáp ranh
- Quận Fond du Lac - tây bắc
- Quận Sheboygan - đông bắc
- Quận Ozaukee - đông
- Quận Milwaukee - đông nam
- Quận Waukesha - nam
- Quận Dodge - tây

### Thông tin nhân khẩu

Tháp tuổi dân cư quận theo kết quả điều tra dân số năm 2000.

Theo điều tra dân 2 năm 2000, quận này đã có dân số 117.493 người, 43.842 hộ gia đình, và 32.749 gia đình sống trong quận hạt. Mật độ dân số là 273 người trên một dặm vuông (105/km ²). Có 45.808 đơn vị nhà ở mật độ trung bình là 106 trên một dặm vuông (41/km ²). Cơ cấu chủng tộc của dân cư quận gồm 97,69% người da trắng, 0,40% da đen hay Mỹ gốc Phi, 0,25% người Mỹ bản xứ, 0,57% châu Á, Thái Bình Dương 0,03%, 0,40% từ các chủng tộc khác, và 0,66% từ hai hoặc nhiều chủng tộc. 1,30% dân số là người Hispanic hay Latino thuộc một chủng tộc nào. 59,9% là gốc Đức, gốc Ba Lan chiếm 6,3% và 5,5% gốc Ailen theo điều tra dân số năm 2000. 95,5% nói tiếng Anh, Đức 2,0% và 1,7% nói tiếng Tây Ban Nha là ngôn ngữ đầu tiên của họ.
Có 43.842 hộ, trong đó 36,40% có trẻ em dưới 18 tuổi sống chung với họ, 64,20% là đôi vợ chồng sống với nhau, 7,20% có một chủ hộ nữ và không có chồng, và 25,30% là các gia đình không. 20,30% hộ gia đình đã được tạo ra từ các cá nhân và 7,60% có người sống một mình 65 tuổi hoặc lớn tuổi hơn là người. Cỡ hộ trung bình là 2,65 và cỡ gia đình trung bình là 3,08.
Trong quận, cơ cấu độ tuổi dân số đã được trải ra với 26,70% dưới độ tuổi 18, 7,20% 18-24, 31,50% 25-44, 23,40% từ 45 đến 64, và 11,20% từ 65 tuổi trở lên đã được những người. Độ tuổi trung bình là 37 năm. Đối với mỗi 100 nữ có 99,50 nam giới. Đối với mỗi 100 nữ 18 tuổi trở lên, đã có 97,00 nam giới.